# Daajing Giids
Daajing Giids (do 2022 Queen Charlotte) – wieś w kanadyjskiej prowincji Kolumbia Brytyjska. Położona jest w południowej części Wyspy Grahama w archipelagu Wysp Królowej Charlotty (Haida Gwaii). Powierzchnia 35,58 km², populacja 964 osoby (2021).

## Historia
Osada Queen Charlotte została założona w 1908 roku w związku z powstaniem tartaku należącego do North American Timber Holding Company. Nazwa została nadana w nawiązaniu do nazwy archipelagu, która pochodziła od okrętu Queen Charlotte brytyjskiego odkrywcy George'a Dixona.
W 2005 roku została oficjalnie inkorporowana jako gmina i zyskała oficjalną nazwę Village of Queen Charlotte. W 2022 nazwa została zmieniona na oryginalną nazwę Indian Haida: Daajing Giids. Proces zmiany nazwy rozpoczął się w 2019 roku. W kwietniu 2022 jednogłośnie zagłosowano za zmianą w radzie wsi, następnie nazwa została zmieniona w lipcu tego samego roku.

## Demografia
Według spisu powszechnego z 2021 roku wieś zamieszkują 964 osoby. Jest to wzrost o 9% w stosunku do 884 mieszkańców ze spisu w 2016 roku.

## Transport
Wieś posiada połączenie promowe z Prince Rupert.